# Etnias urus
Los uros o urus son un pueblo indígena que se distribuye en la meseta del Collao en territorios de Bolivia, Perú y zonas vecinas en Chile. En el pasado ocuparon territorios más extensos que abarcaron incluso los valles interandinos de la cuenca del Pacífico inmediatos al Collao a manera de enclaves.
En Bolivia forman 3 grupos: los iruitos o irohito habitan la naciente del río Desaguadero, los chipayas habitan la cuenca del río Lauca y los muratos habitan la desembocadura del río Desaguadero en el lago Poopó y la cuenca del Poopó, esta comunidad tiene estatus nación indígena dentro de la Constitución Política del Estado.
En el Perú forman 4 grupos: las Islas Flotantes de los Urus Puno (80 islas) habitan la bahía de Puno, Islas Flotantes Kapi (de más de 10 islas) ubicados en el distrito de Huatta- Puno, Urus Titino y Urus Chulluni de las orillas del lago Titicaca.
Los urus en el pasado hablaron varias lenguas de las cuales solo sobrevive en la actualidad el idioma chipaya hablado por los urus del salar de Coipasa. El resto de urus ha adoptado el idioma aimara y el castellano como lengua materna de los mestizos y urus.

## Etimología
"Urus", traducido al castellano significa "Los de la aurora", son conocidos también como Jas-Shoni (Hombres del agua) y Kot’suña (Hombres del lago).

## Origen e historia
Los urus se llamaban a sí mismos "hombres de agua". Arthur Posnansky, menciona en uno de sus escritos que "se les ha preguntado a los urus, si el nombre de su raza era verdaderamente el de uru, y contestaban que así los llamaban a ellos los aymaras por insulto, porque van por la noche a pescar y cazar, pero el verdadero nombre de su casta es kjotsuñi, lo que quiere decir hombres lacustres".
No se consideraban hombres sino "urus", la raza primigenia de América. Los urus tenían la piel más oscura que los aimara. Los orígenes de este grupo étnico, diferente de los aimaras y de los quechuas, se remontan a épocas anteriores a los incas.
Algunos estudiosos (Lumbreras, entre otros) sostienen que provienen de una migración directa desde la Polinesia, y que constituyen un grupo humano con un origen independiente al que fue ocupando América del Sur avanzando desde el sur del continente, habitando primero en la costa para luego pasar a la sierra; otros por el contrario consideran que descienden de los primeros pobladores de las Américas.
 
Otra versión, del profesor Juan B. Palao Berastain, La etnia uru proviene de la Amazonía. Son datos biológicos comprobados a través del ADN y pertenecen al grupo de los arahuacos, pero datos recientes indican que son únicos y distintos.
El hispano-argentino Salvador Canals Frau (1893-1958) en Las poblaciones indígenas de la Argentina: su origen, su pasado, su presente (1953), clasificó a los urus como parte de los huárpidos. Consideró a estos como uno de los tipos raciales más antiguos de Sudamérica, integrantes de una primera corriente migratoria australoide ingresada a América por el puente de Beringia.
Según algunos estudiosos, el primer local donde se instalaron fue en las márgenes del lago Uru-Uru, (actual ciudad de Oruro) en lo que actualmente es territorio boliviano. Con el tiempo, principalmente en el caso del Titicaca, fueron perdiendo la pureza étnica, mezclándose con los quechuas y con los aimaras, habitantes de las márgenes del lago Titicaca. Los habitantes actuales de las islas flotantes todavía practican algunas de sus tradiciones ancestrales, pero con significativa influencia aimara.
Durante el siglo XIX, los urus del lago Poopó, a la cabeza de sus dirigentes como los Sunas y Moricios, mantuvieron una intensa lucha legal por su territorio. 
Los urus, que en general se los caracteriza como pobladores lacustres dedicados a la pesca, también tuvieron control agrícola y ganadero de tierras en distintos niveles ecológicos fuera del ámbito lacustre tradicional.

Entre los personajes célebres uru, se encuentran Sebastiana Kespi, protagonista de la película de 1953 Vuelve Sebastiana del cineasta Jorge Ruiz así como activista y promotora de la cultura chipaya, y Daniel Mauricio Choque, sabio de la comunidad

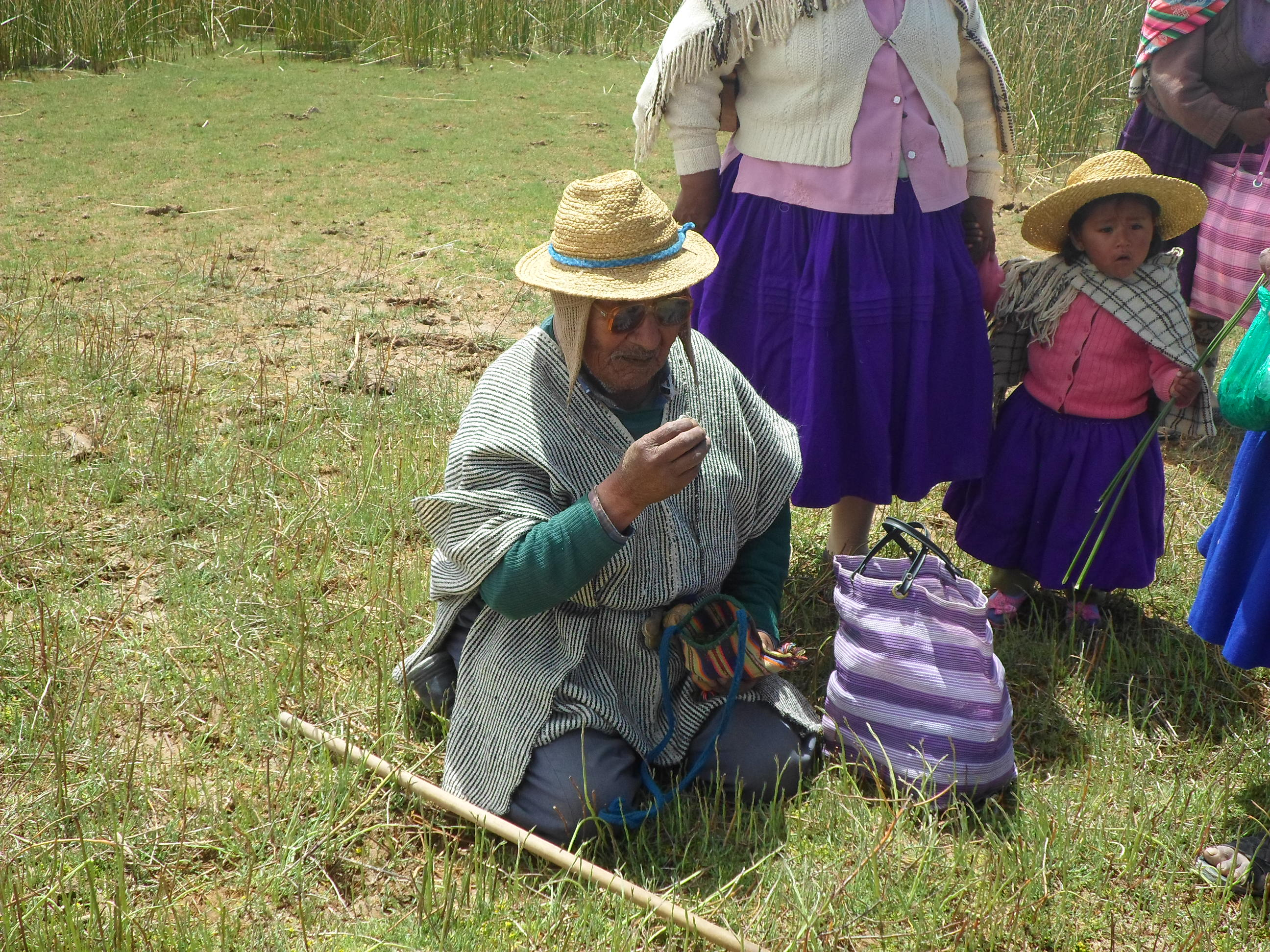
Daniel Mauricio Choque, Líder de los Urus del lago Poopó.

## Poblaciones uru en la actualidad
| País    | Población | Año del censo | Referencia |
| Bolivia | 3343      | 2012          | [ 12 ]     |
| Perú    | 2000      | 2017          | [ 13 ]     |
| Chile   | 123       | 2017          | [ 14 ]     |

| País      | Población quechuófona | Año del censo | Referencia    |
| Argentina | 305 493               | 2010          | [ 12 ]        |
| Bolivia   | 1 281 116             | 2012          | [ 13 ]        |
| Chile     | 33 868                | 2017          | [ 15 ] [ 14 ] |

## Idiomas

### Idioma uru
El idioma uruquilla, chhiw lüsñchi chhun o uchun maa taqu ("nuestra lengua madre"), es una lengua extinta, se relaciona con el idioma chipaya de la provincia de Carangas, ubicado en el departamento de Oruro de Bolivia.
Entre 1931 y 1938 había como máximo cien hablantes del uruquilla, pertenecientes a treinta familias en las riberas del río Desaguadero; a partir de 1950 se mencionan solo unos pocos hablantes del uruquilla en la misma zona. La mayoría de los urus adoptaron el idioma aimara y otros el quechua, perdiendo la lengua madre. Algunos sostienen que antiguamente los urus sabían hablar también el idioma puquina además del propio y por eso hoy se les da el mismo nombre, "pukina", a pesar de tratarse de dos lenguas muy diferentes.

### Idioma chipaya
La lengua uru chipaya ha incorporado rasgos gramaticales del aimara, por la relación dominante de esta cultura. Sin embargo ha mantenido sus rasgos fonológicos y sintaxis. Cuenta con 32 vocales y 5 consonantes.

## Actividades
Mantienen la tradición de la pesca artesanal, especialmente del carachi y el pejerrey. Cuando la pesca es abundante conservan los peces secándolos al sol. También se dedican a la caza de aves silvestres y a la recolección de huevos de pato.

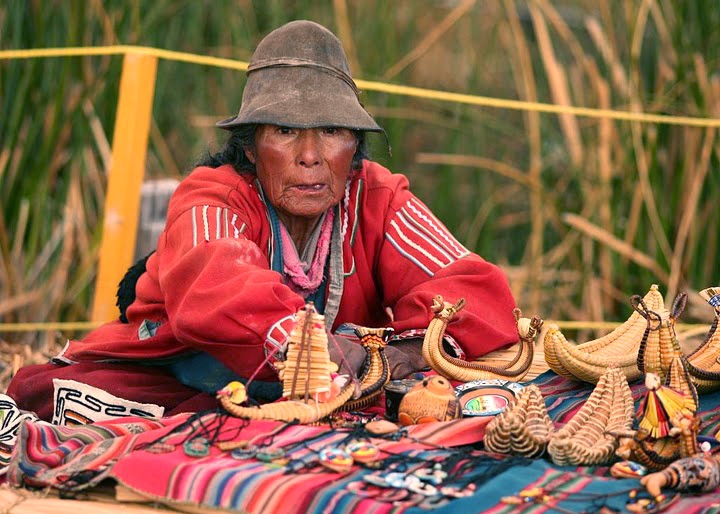
Vendedora de artesanía uru

Los hombres son hábiles constructores y conductores de balsas de totora (llamadas caballito de totora por los españoles)  y las mujeres son expertas tejedoras. En los comienzos del siglo XXI han dirigido sus actividades al turismo. Se han convertido en un punto obligado en el recorrido de los turistas que pasan por Puno. El principal elemento de trabajo de los urus es la totora. Eran contemporáneos con los camanchacos.

### Religión
Los urus en un comienzo rendían culto a figuras como el puma, cóndor, serpiente y el Huarihuilca, deidades que luego adoptaron como suyas los collas tras la dominación de la región.
Pero la deidad principal de los urus era la luna que estaba representada en dibujos y decoraciones de su cerámica hallada en Tiahuanaco. Se cree que esto se debía a que la luna les había servido de iluminación para las jornadas de caza y pesca nocturna. Tenían también por dios al Sol, a las estrellas y a las divinidades protectoras de los ríos, lagos, tierras, cosechas y ganados cuando dejaban su vida de pescadores y cazadores para dedicarse al cultivo de la tierra y a la domesticación de animales.
En la actualidad los urus se han convertido al cristianismo al erigirse iglesias en sus comunidades. Hacen varios rituales y ceremonias en las montañas o puntos montañosos de Ancohuma y Qalsata.

### Serranía sagrada de los urus

Mapa de la Sagrada serranía de los urus en Oruro, mostrando la ubicación de las representaciones de hormigas, lagartos, sapos y serpientes, animales considerados sagrados por los urus.

La Sagrada serranía de los urus o Serranía de Uru-Uru, se constituyó en un “sacer locus” desde tiempos de la antigua etnia de los urus, centro de peregrinación religiosa del mundo andino, anfiteatro natural que cubre la antigua comarca Uru, con dones sacralizados como deidades protectoras, denominadas Wakas, Apus o Achachilas; que generó un continuum, y experimentó en el transcurso de su prolongada existencia, cambios semánticos y morfológicos en la proyecciones simbólicas y religiosas.[cita requerida]
Los urus concibieron símbolos creadores del cosmos inteligible: El fuego fue Wari y el agua Qwak.[cita requerida]

## Los urus en Bolivia

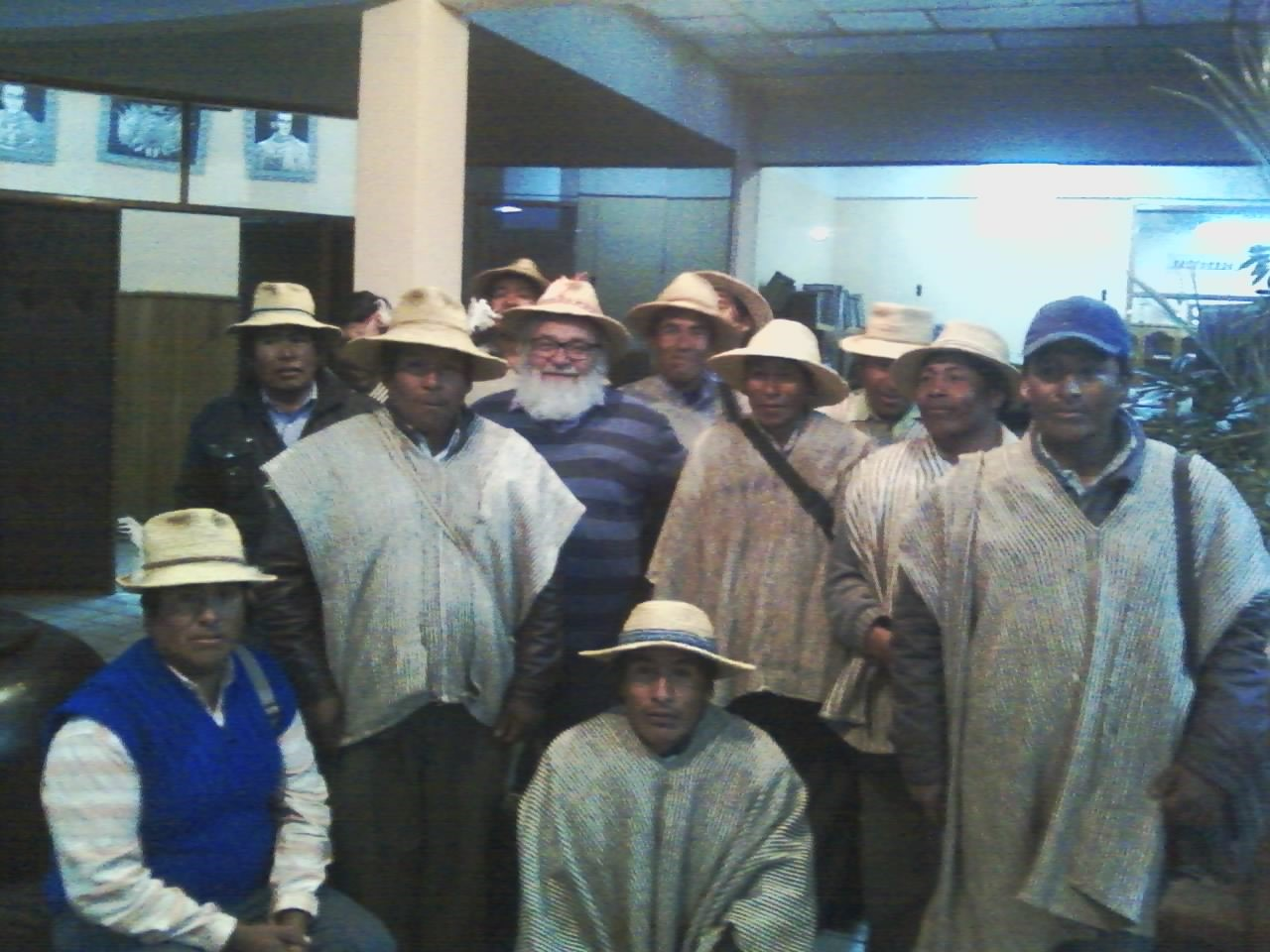
Líderes de las comunidades de Urus del lago Poopó.

En Bolivia subsisten por lo menos 3 grupos importantes de la etnia uru, que son los muratos, chipayas e irohitos.[cita requerida]

### Comunidad Muratos-Capillus
Esta comunidad habita la ribera noreste del lago Poopó, en la provincia Abaroa a 130km de la ciudad de Oruro. Subsisten de la caza y la pesca y se autoconsideran descendientes de las razas primigenias que habitaron la zona.

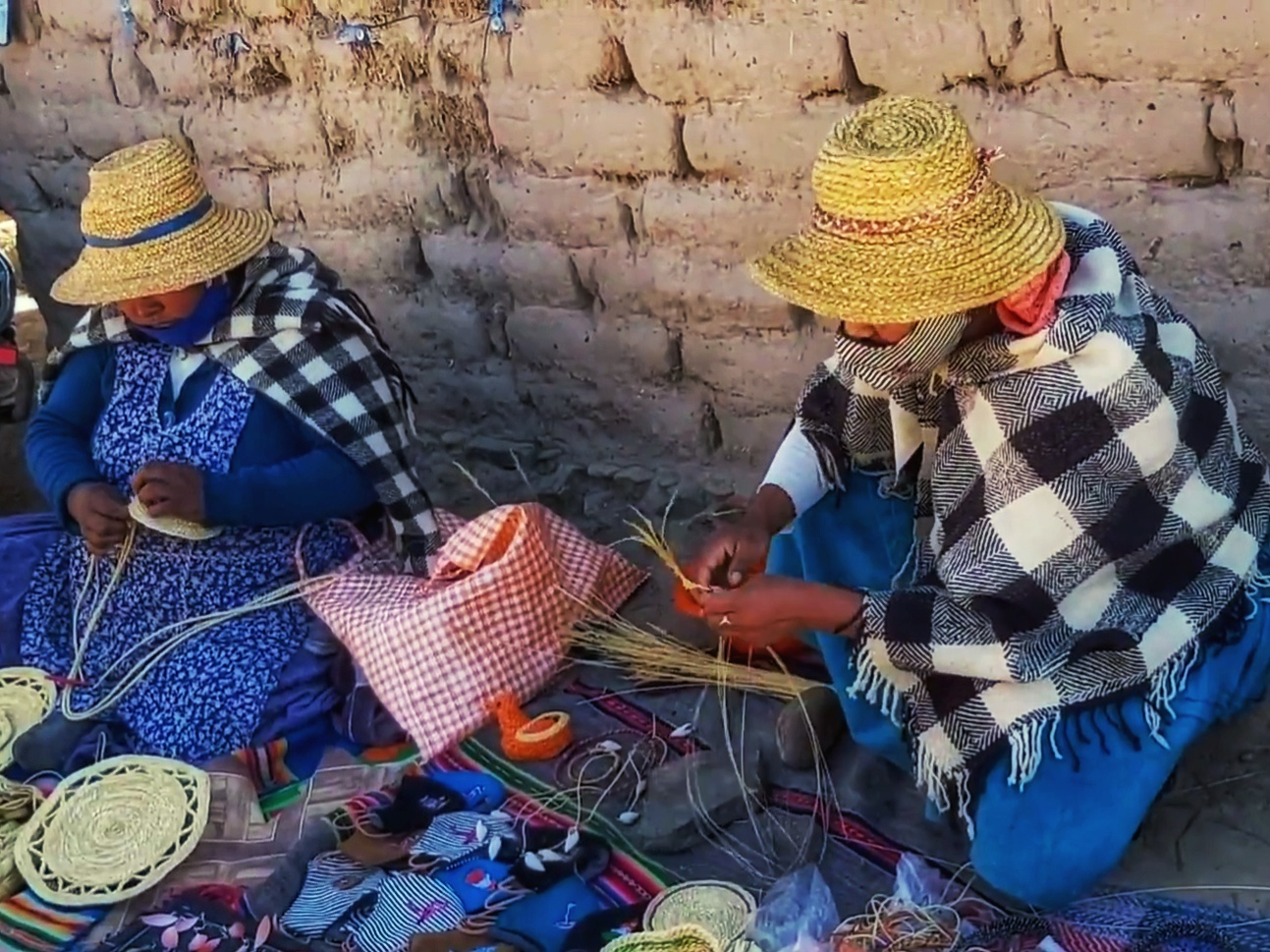
Artesanas Uru murato.

### Comunidad Chipaya
Esta comunidad pervive en la provincia de Atahuallpa a 188 km de la ciudad de Oruro, al norte de la laguna Coipasa.

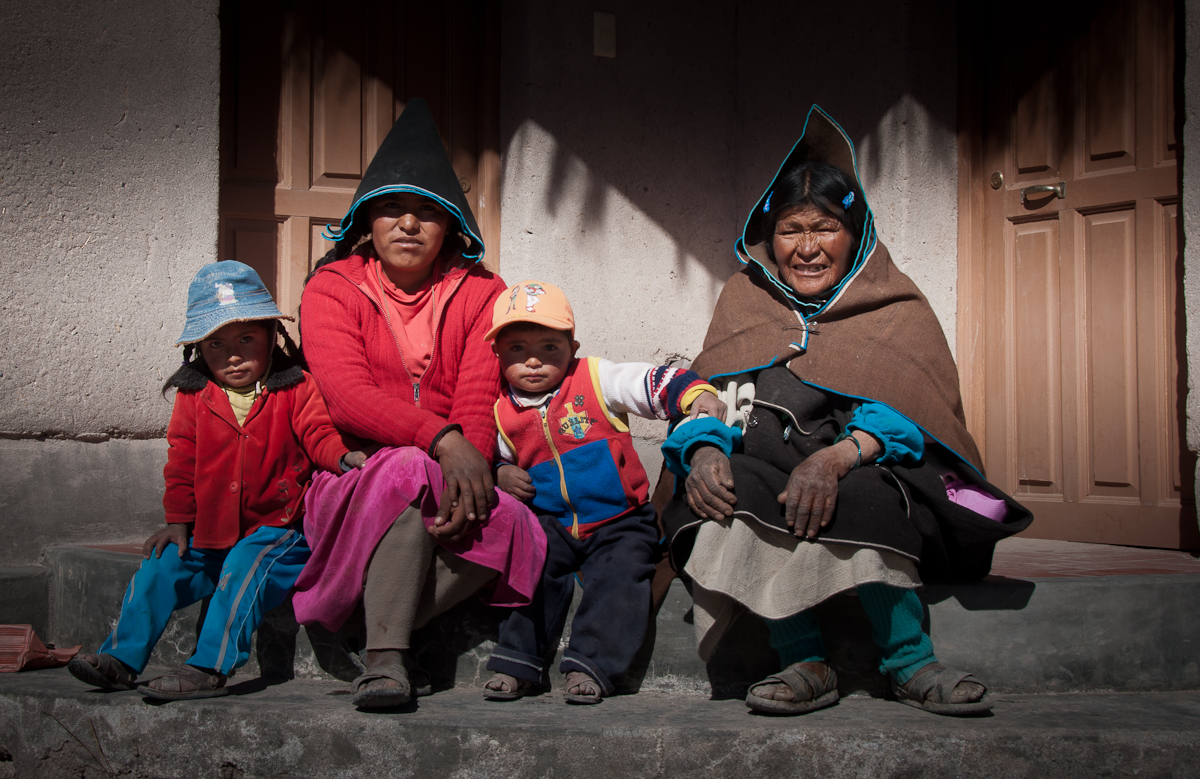
Pobladores de Chipaya
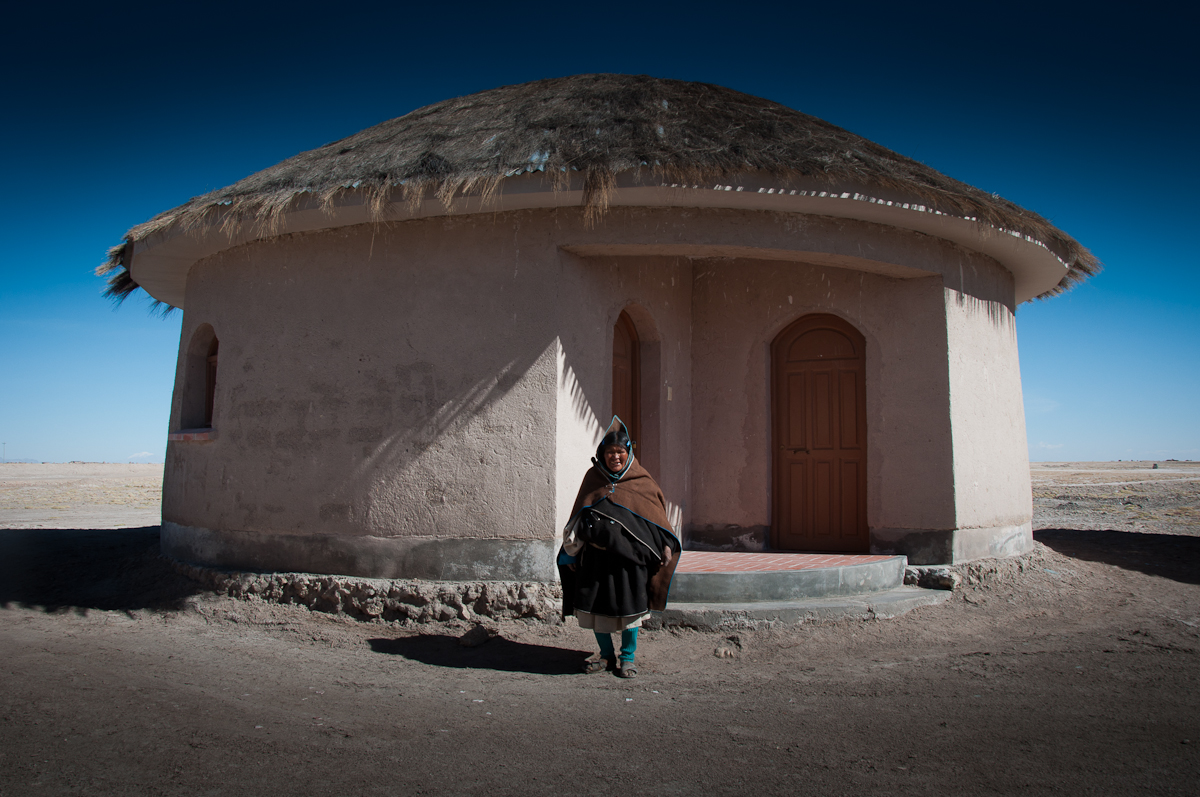
Vivienda Chipaya contemporánea
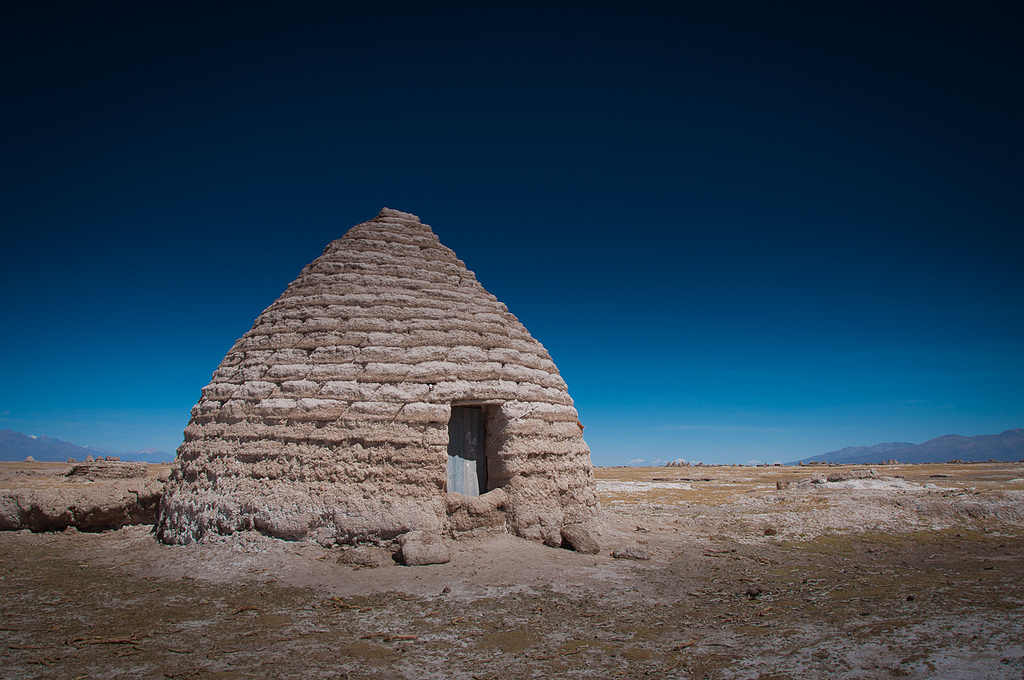
Vivienda Chipaya tradicional
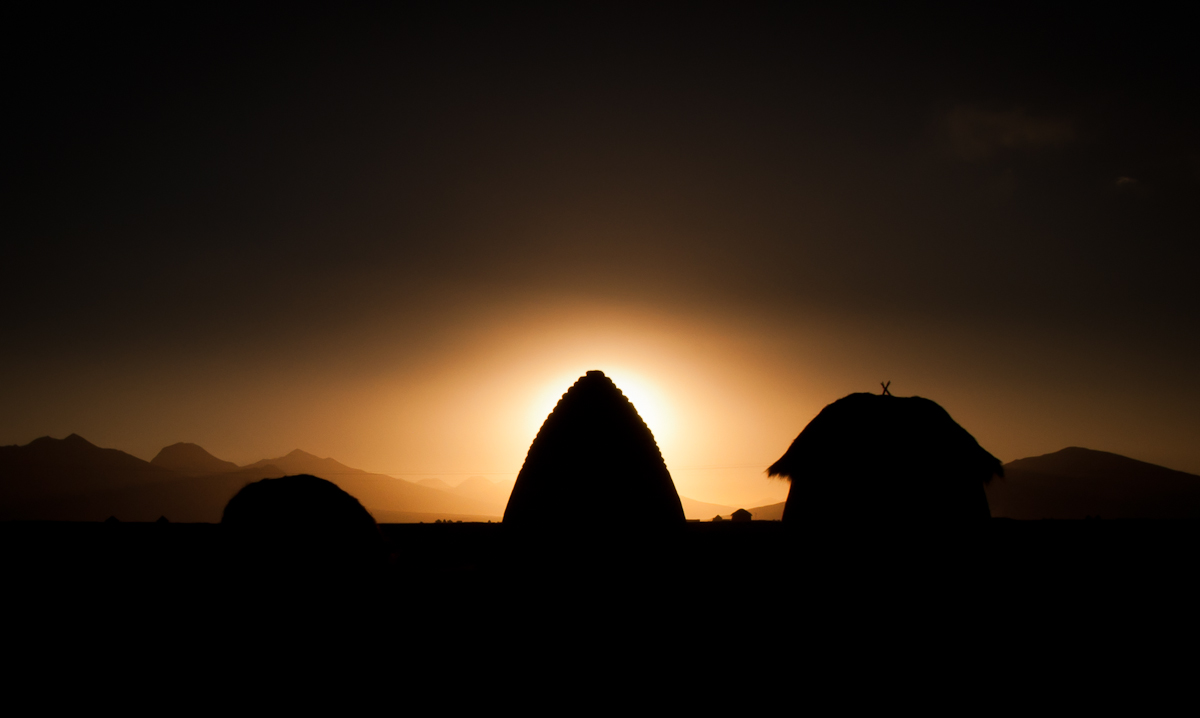
Atardecer en Chipaya, Oruro - Bolivia

### Comunidad Irohito o Iruito
Los urus Iruito habitan la ribera del río Desaguadero cercano a la población de Jesús de Machaca en el Departamento de La Paz, Bolivia. Durante los siglos XVI y XVII fueron absorbidos por los aimaras, un grupo pequeño pudo mantener su identidad y sus rasgos culturales. Un elemento cultural característico de los urus iruito son sus viviendas de base circular con techo en punta en forma de cono hechos en base de paja y barro; además de mantener su subsistencia de la caza y la pesca.

## Los urus en Perú

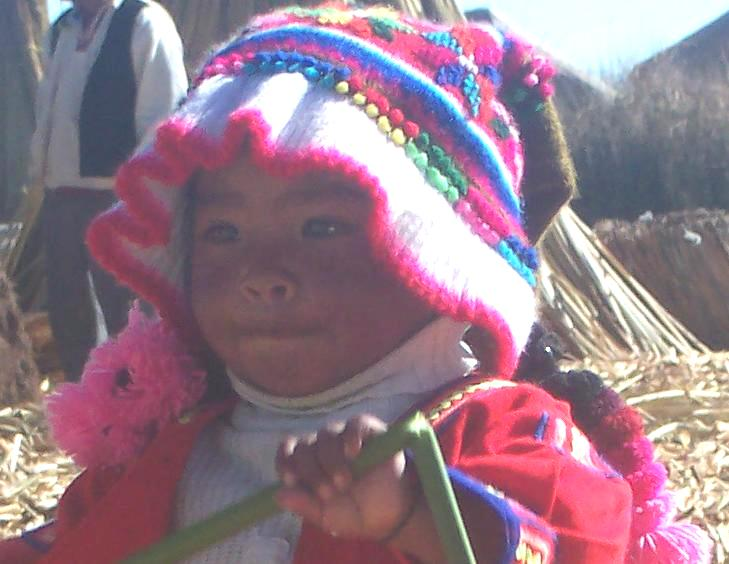
Niña de la comunidad de los urus en Perú.

En el Perú los uros habitan grupos de islas flotantes que se remontan a épocas prehispánicas, se encuentran en la bahía de Puno y son aproximadamente ochenta. las Islas del Archipiélago de Kapi con más de 10 sub-islas flotantes y urus de tierra de las costas del lago Titicaca.
El número de familias que ocupan una isla es bastante variable, en general oscila entre tres y diez. Entre estas islas, se destacan: Tupiri, Santa María, Tribuna, Toranipata, Chumi, Paraíso, Titino, Tinajero y Negrone, etc.

### Influencia del lago en el clima
El clima frío y seco característico de la región se atenúa en la zona gracias a la acción de las masas de agua que se evaporan constantemente.

### Las islas
Las islas flotantes sobre las cuales viven, son construidas sobre bloques de raíces de las totoras, las que al entrar en descomposición producen gases, que al quedar atrapados en la maraña de raíces ayudan a la flotación. Por encima de estos bloques de raíces, colocan sucesivas capas de totora seca, sobre la cual construyen sus habitaciones con el mismo material.
La mayoría de las islas se encuentran dentro del área de la Reserva nacional del Titicaca y preservan su originalidad.
En otras islas por el incremento de población y necesidad se han construido escuelas y algunos servicios para el público visitante.

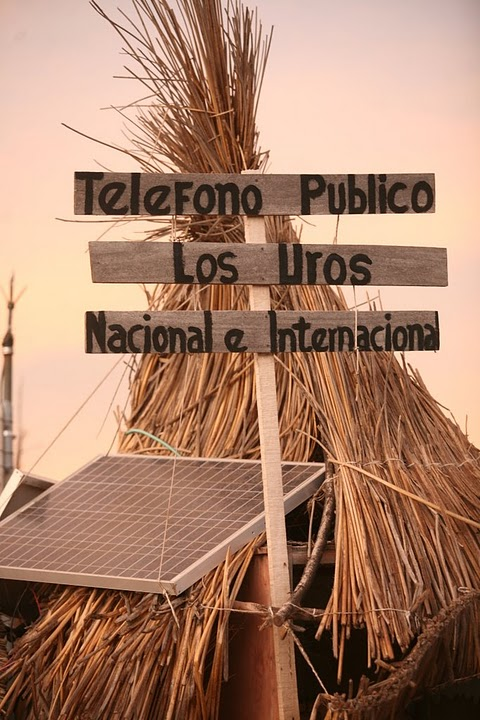
Teléfono público en la isla de los uros

## Galería

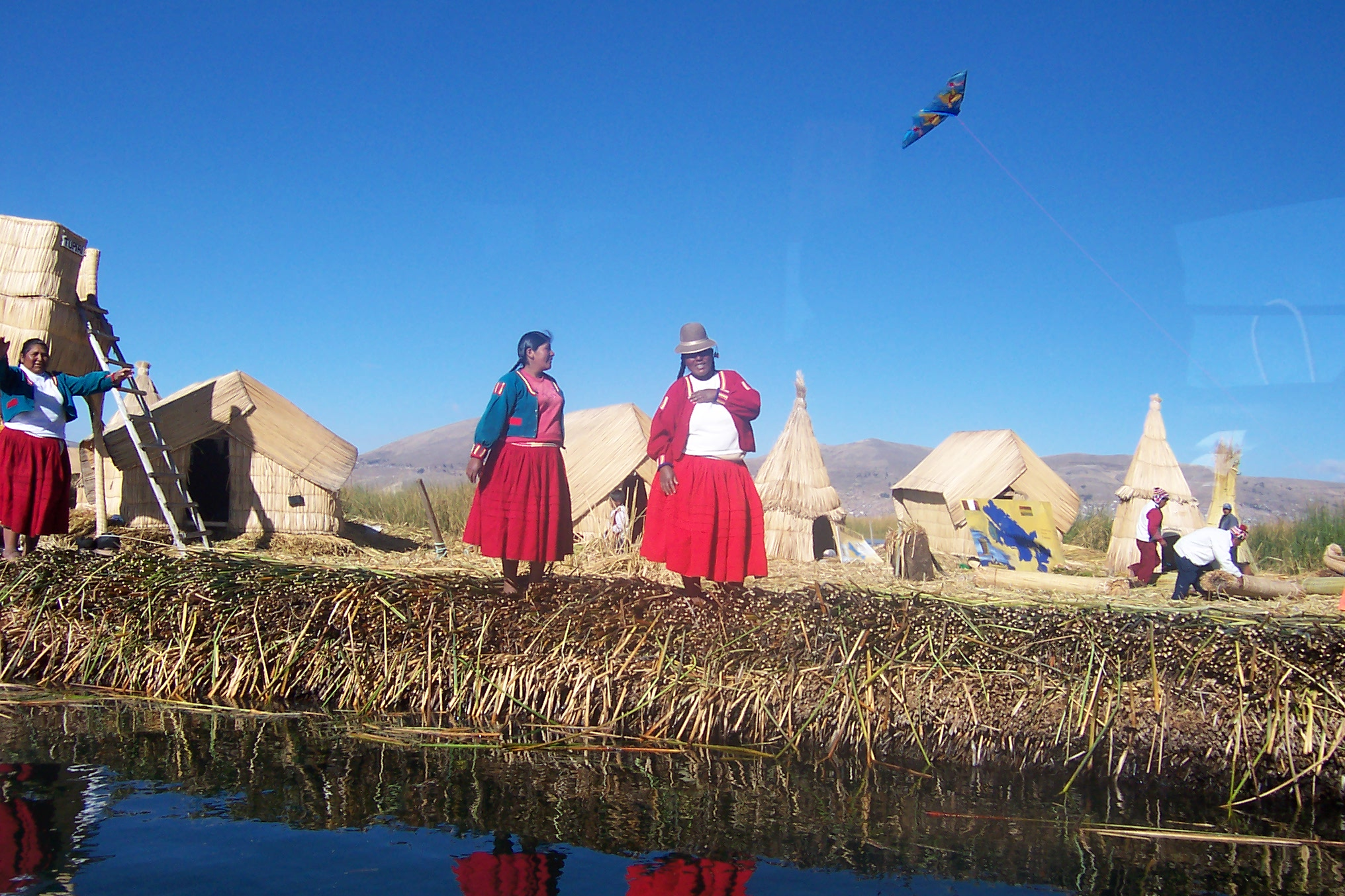
Isla flotante de los uros en el lago Titicaca.
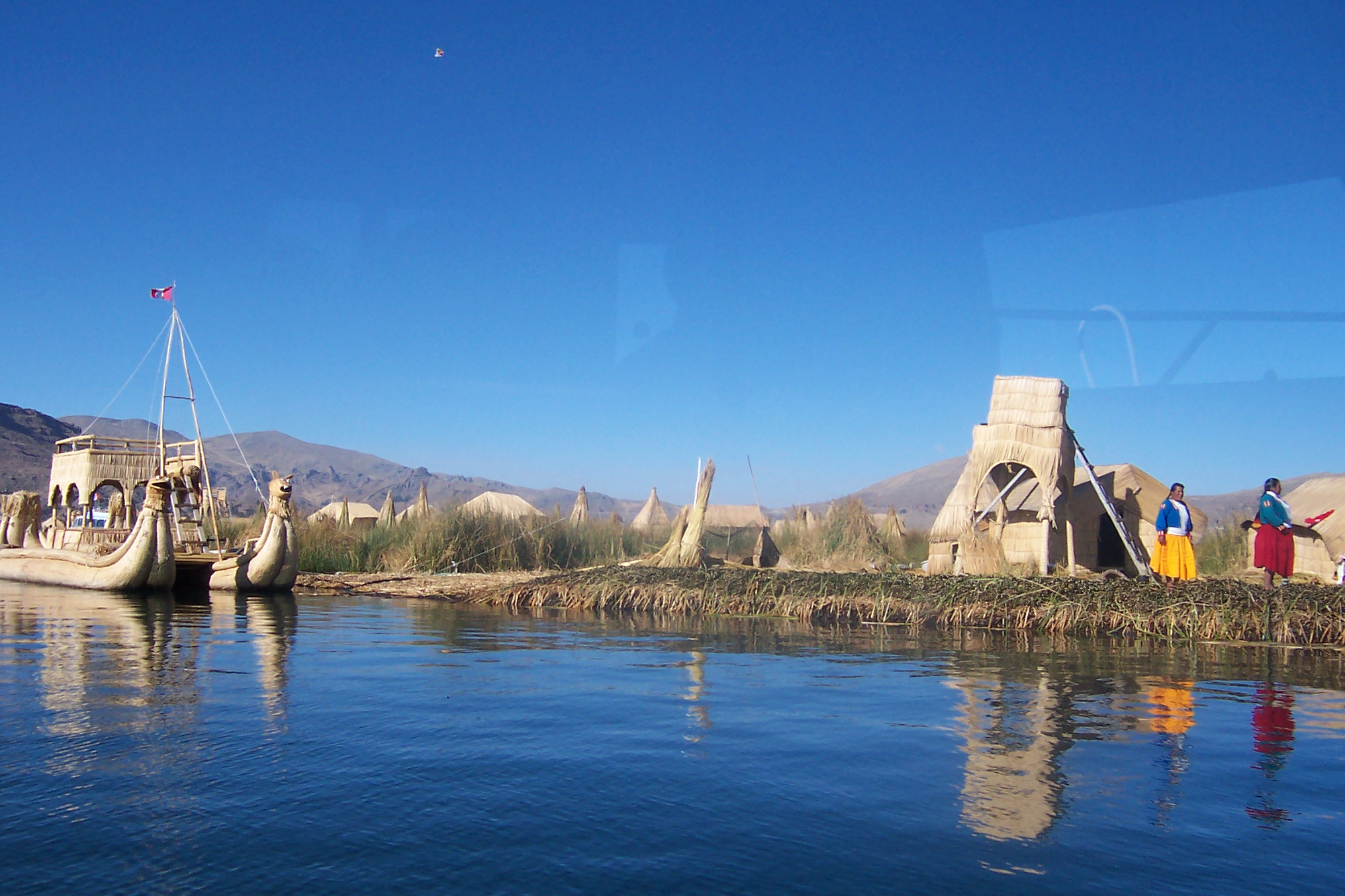
Isla flotante de los uros en Perú
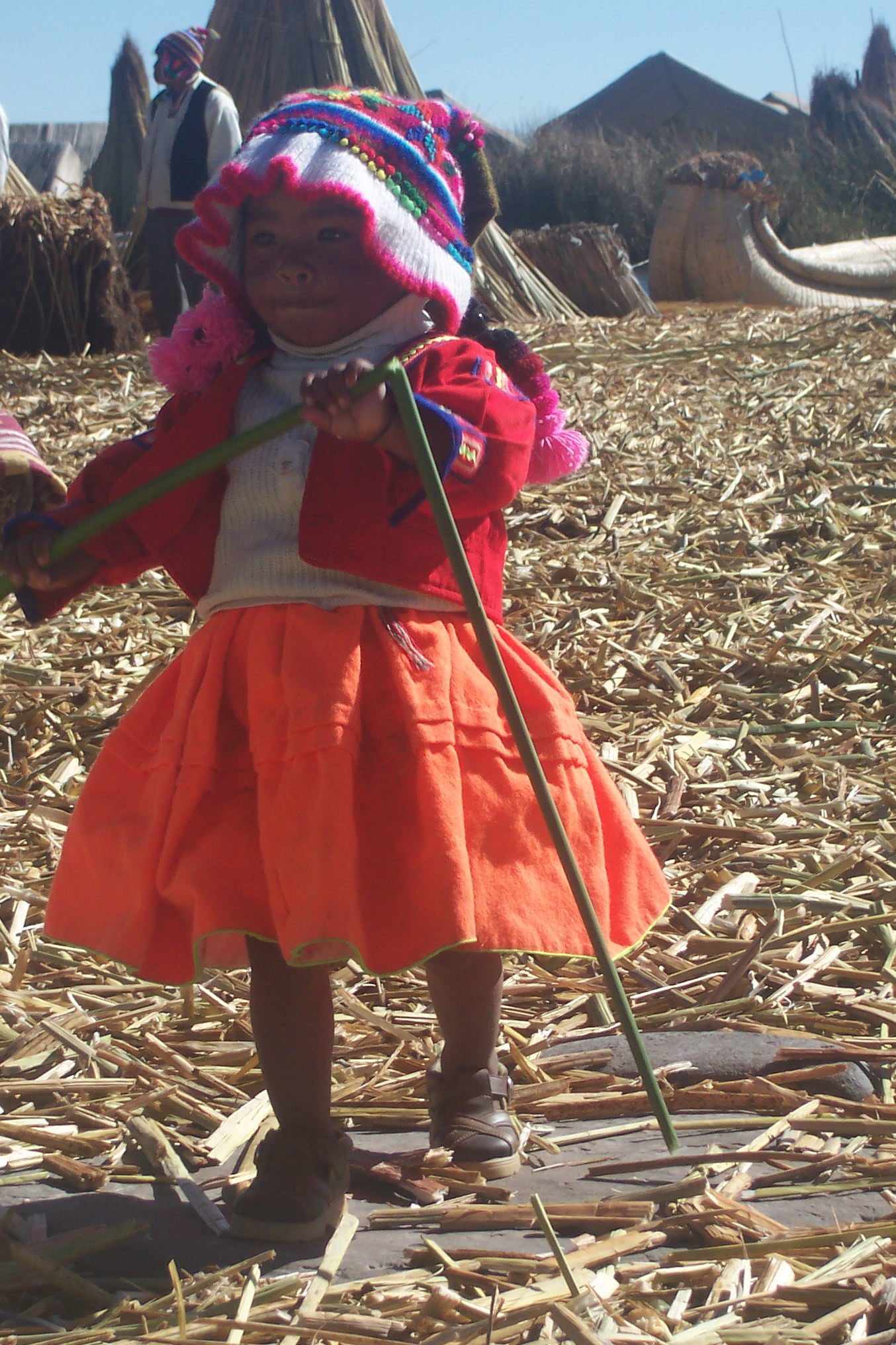
Niña de la isla
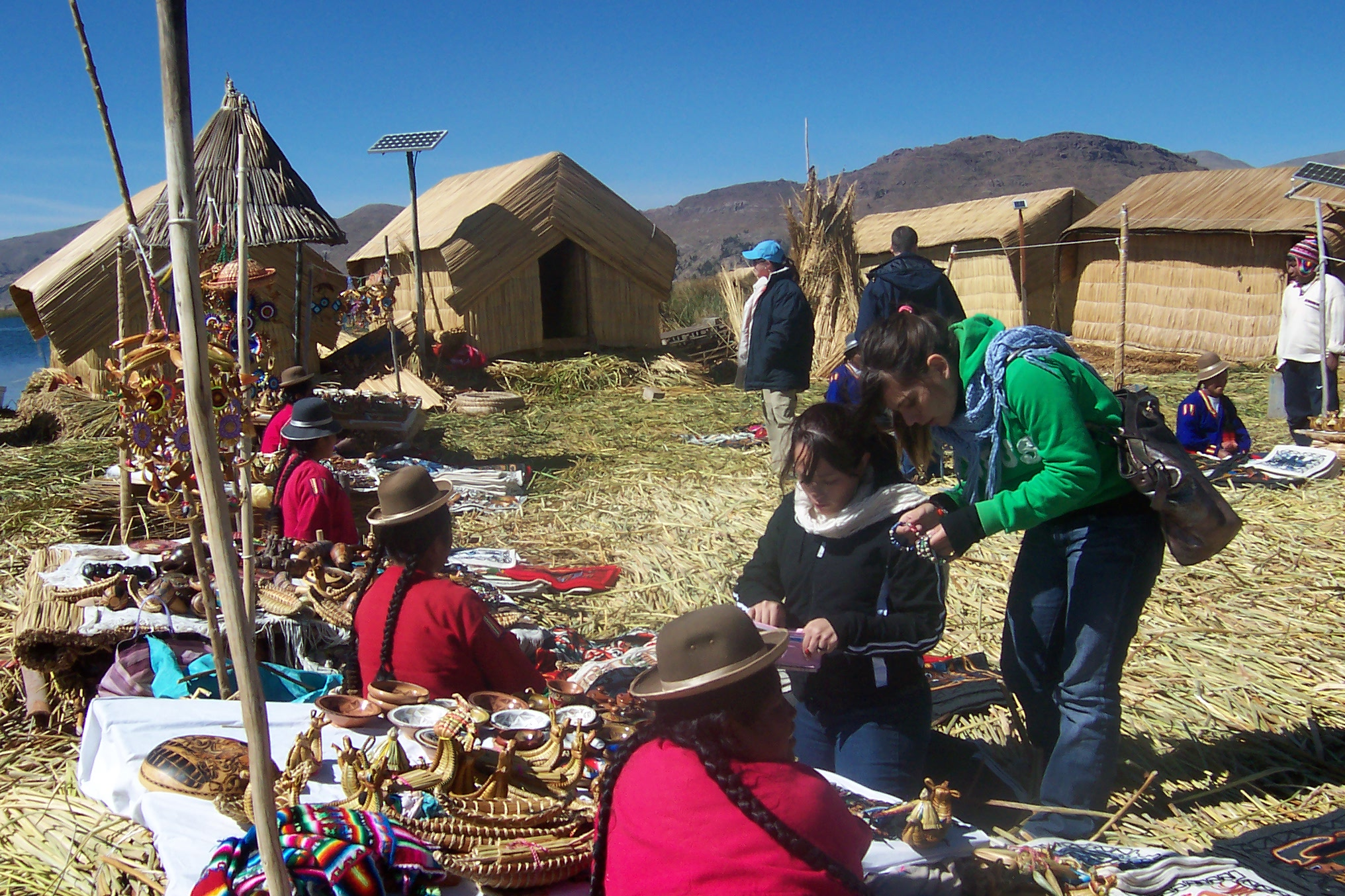
La venta de artesanías es una de sus principales fuentes de ingresos.
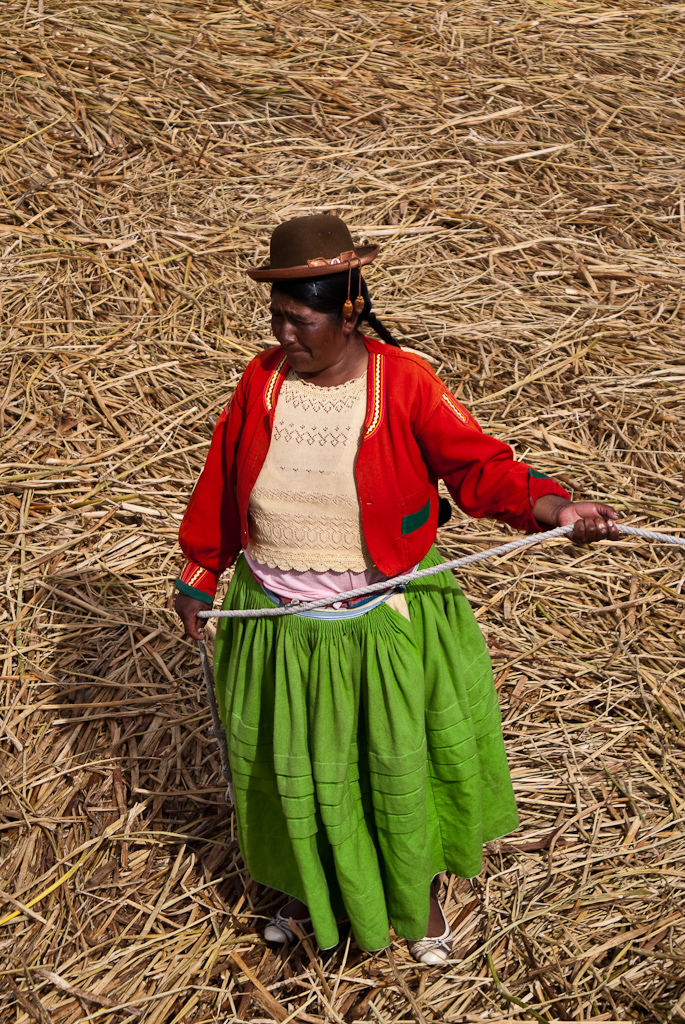
Una mujer trabajando en la isla de los uros.
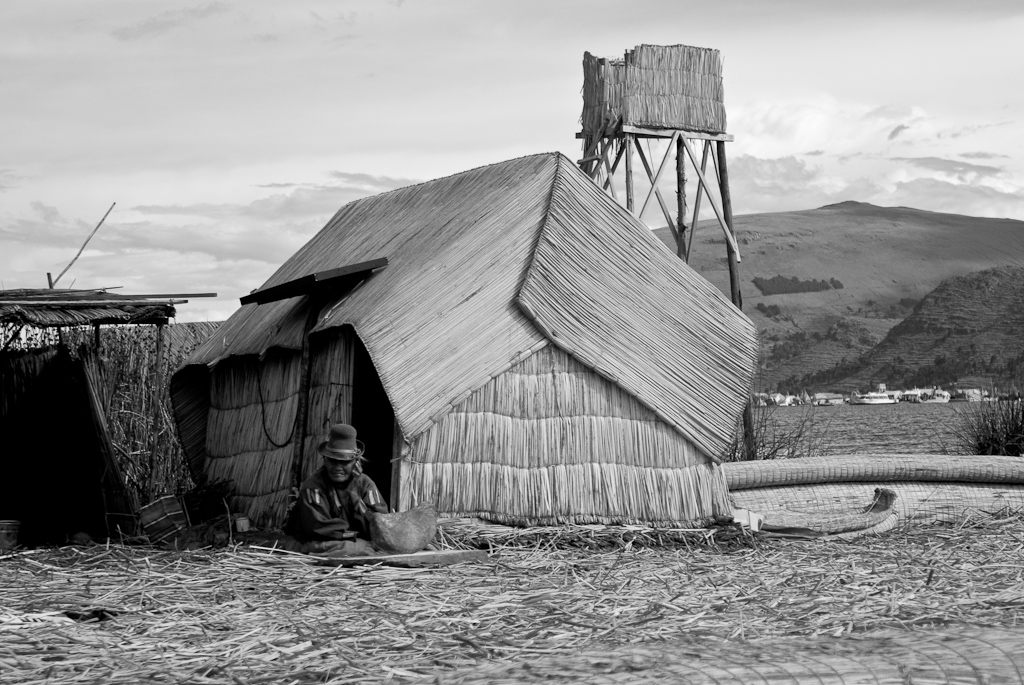
Una indígena de más de 90 años moliendo quinoa en la isla de los uros, Perú
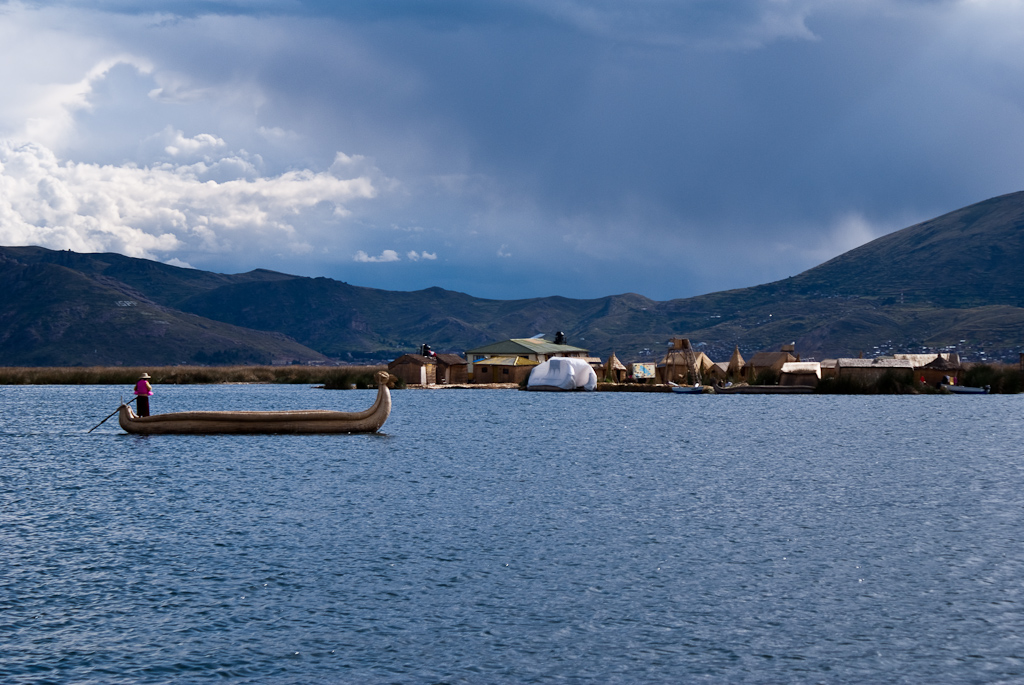
Balsa de totoras.